# Tudo o Que Eu Sonhei
Tudo O Que Eu Sonhei é o terceiro álbum de estúdio da cantor português Mickael Carreira.
Este álbum foi lançado a 20 de Maio de 2009 pela sua nova editora Farol, tendo sido editado com o acompanhamento de um DVD.
O álbum é composto por um CD com 13 temas, sendo "Chama por Mim" o tema de apresentação, tema que se repete com uma versão em dueto com a cantora de origem indonésia Anggun.

## Faixas
| CD             |                                               |                |         |  |
| N.º            | Título                                        | Compositor(es) | Duração |  |
| 1.             | "Chama por Mim"                               |                | 4:36    |  |
| 2.             | "Perdido"                                     |                | 4:00    |  |
| 3.             | "Não Voltes Agora"                            |                | 3:51    |  |
| 4.             | "Não, Não Digas Não"                          |                | 3:04    |  |
| 5.             | "Não Penses Nele"                             |                | 4:00    |  |
| 6.             | "Até o Mundo Se Acabar"                       |                | 3:57    |  |
| 7.             | "Quanto Mais o Tempo Passa por Mim"           |                | 4:23    |  |
| 8.             | "Podem Passar Mil Anos"                       |                | 3:46    |  |
| 9.             | "Só Me Quero Perder Contigo"                  |                | 3:36    |  |
| 10.            | "Sem Ti Eu Não Sou Nada"                      |                | 3:57    |  |
| 11.            | "Desde Que Eu Te Perdi"                       |                | 4:16    |  |
| 12.            | "Chama por Mim (Call My Name) (part. Anggun)" |                | 4:36    |  |
| 13.            | "Tudo o Que Eu Sonhei"                        |                | 3:27    |  |
| Duração total: | Duração total:                                | Duração total: | 51:40   |  |

| DVD |                                            |         |  |
| N.º | Título                                     | Duração |  |
| 1.  | "Mickael Carreira: A História de um Sonho" |         |  |
| 2.  | "Galeria de fotografias"                   |         |  |